# Shadrak dans la fournaise
Shadrak dans la fournaise (titre original : Shadrach in the Furnace) est un roman de Robert Silverberg publié en 1976.

## Résumé
À la toute fin du XXe siècle, une série de catastrophes conduit à une dictature planétaire. Le récit commence en 2012 à Oulan-Bator, devenue capitale du monde, dirigé par Genghis II Mao IV, qui cherche à devenir immortel.

## Publication
- Le récit est prépublié dans Analog Science Fiction and Fact en feuilletons entre août, septembre et octobre 1976.